# آيت اخواجة (احرير)
آيت اخواجة هو دُوَّار يقع بجماعة اغبالة، إقليم بني ملال، جهة بني ملال خنيفرة في المملكة المغربية. ينتمي الدوّار لمشيخة احرير التي تضم 3 دواوير. يقدر عدد سكانه بـ 148 نسمة حسب الإحصاء الرسمي للسكان والسكنى لسنة 2004.

## وصلات خارجية
- البوابة الوطنية للجماعات الترابية
- المندوبية السامية للتخطيط